# Rhopalaea respiciens
Rhopalaea respiciens är en sjöpungsart som beskrevs av Monniot 1991. Rhopalaea respiciens ingår i släktet Rhopalaea och familjen Diazonidae. Inga underarter finns listade i Catalogue of Life.